# Pałac w Niesłuchowie
Pałac w Niesłuchowie (ukr. Палац Дідушицьких Неслухів) – klasycystyczny pałac wybudowany przez Andrzeja Dzieduszyckiego. Obiekt otaczał park krajobrazowy.